# Liste der Flaggen im Kreis Olpe
Diese Liste der Flaggen im Kreis Olpe enthält die Hiss- und Bannerflaggen des Kreises Olpe in Nordrhein-Westfalen und der kreisangehörigen Städte und Gemeinden, wie sie in den jeweiligen Satzungen beschrieben sind.

## Kreis Olpe
| Kreis      | Hissflagge | Banner | Kommentare |
| ---------- | ---------- | ------ | --- |
| Kreis Olpe |            |        | Der Kreis führt folgendes Wappen: „In gespaltenem Schild vorne in silbernem (weißem) Feld ein durchgehendes schwarzes Kreuz, hinten im goldenen (gelben) Feld zwei rote Balken.“ (verliehen am 12.10.5.1949) […] „Der Kreis führt eine Flagge mit den Farben rot-weiß; sie zeigt den Wappenschild des Kreises Olpe.“ Diese ungenaue Beschreibung entstammt der Hauptsatzung des Kreises Olpe. Tatsächlich wird die Flagge wie folgt geführt: „Die Hissflagge ist im Verhältnis 1 : 3 : 1 in den Farben Rot : Weiß : Rot quergestreift und zeigt in der Mitte der weißen Bahn das Kreiswappen im Schild etwas zur Stange hin verschoben.“ Beschreibung des Banners: „Das Banner ist in drei Bahnen im Verhältnis 1 : 3 : 1 in den Farben Rot : Weiß : Rot längsgestreift und zeigt in der Mitte der oberen Hälfte der weißen Bahn das Kreiswappen im Schild.“ (Flagge genehmigt am ???) |

## Städte und Gemeinden
| Stadt oder Gemeinde  | Hissflagge                         | Banner                        | Kommentare |
| -------------------- | ---------------------------------- | ----------------------------- | --- |
| Hansestadt Attendorn | laut Hauptsatzung keine Hissflagge |                               | Genehmigt vom RP Arnsberg am 12. August 1970: Beschreibung des Banners:„Die Flagge (in Bannerform) ist in drei Bahnen im Verhältnis 1 : 3 : 1 von Rot zu Weiß zu Rot längstgestreift und zeigt das Stadtwappen im Schild im oberen Drittel der mittleren Bahn.“ |
| Stadt Drolshagen     | laut Hauptsatzung keine Hissflagge |                               | Genehmigt vom RP Arnsberg am 7. Januar 1972: Beschreibung des Banners:„Die Flagge (in Bannerform) ist in drei Bahnen im Verhältnis 1:3:1 von weiß zu blau zu weiß längsgestreift und zeigt in der oberen Hälfte der mittleren blauen Bahn das Stadtwappen im Schild.“ |
| Gemeinde Finnentrop  |                                    |                               | Genehmigt vom RP Arnsberg am 11. Oktober 1972: Beschreibung der Flagge: „Die Hissflagge ist im Verhältnis 1 : 3 : 1 in den Farben Grün : Weiß : Grün längsgestreift (gemeint ist quergestreift) und zeigt in der Mitte der weißen Bahn das Gemeindewappen im Schild.“ Beschreibung des Banners: „Das Banner ist in drei Bahnen im Verhältnis 1 : 3 : 1 in den Farben Grün : Weiß : Grün längsgestreift und zeigt in der Mitte der oberen Hälfte der weißen Bahn das Gemeindewappen im Schild.“ |
| Gemeinde Kirchhundem |                                    | laut Hauptsatzung kein Banner | Genehmigt vom RP Arnsberg am 24. Februar 1972: Beschreibung der Flagge: „Die Flagge ist in drei Bahnen im Verhältnis 1 : 3 : 1 zu Schwarz zu Gelb zu Schwarz längsgestreift (gemeint ist quergestreift) mit dem der gelben Bahn in der Mitte aufgesetzten Wappenschild der Gemeinde.“ |
| Stadt Lennestadt     | laut Hauptsatzung keine Hissflagge |                               | Genehmigt vom RP Arnsberg am 8. März 1974: Beschreibung des Banners:„Die Flagge in Bannerform ist in drei Bahnen im Verhältnis 1 : 3 : 1 von Grün zu Gelb zu Grün längsgestreift und zeigt in der oberen Hälfte der mittleren Bahn das Wappenschild der Stadt.“ |
| Kreisstadt Olpe      | laut Hauptsatzung keine Hissflagge |                               | Genehmigt vom RP Arnsberg am ???: Beschreibung des Banners:„Die Kreisstadt Olpe führt eine Stadtflagge (gemeint ist ein Banner). Sie ist 630 × 140 cm groß. Sie zeigt in neun gleichbreiten Längsstreifen die Farben „Rot-Weiß-Grün-Weiß-Rot-Weiß-Grün-Weiß-Rot“ und etwas über die Mitte nach oben verschoben das Stadtwappen.“ |
| Gemeinde Wenden      | laut Hauptsatzung keine Hissflagge |                               | Genehmigt vom RP Arnsberg am 11. Juni 1970: Beschreibung des Banners: „Rot-Weiß-Rot im Verhältnis 1:3:1 längsgestreift, mit dem Gemeindewappen in der Mitte der oberen Hälfte.“ |